# Oorkwal
De oorkwal (Aurelia aurita) kan 10 tot 40 cm groot worden en behoort tot de schijfkwallen. Rond het midden van het lichaam (ook het scherm, de paraplu of de klok genoemd) zijn vier ronde of min of meer halvemaanvormige structuren zichtbaar ('oren'); dit zijn de geslachtsorganen. De mannelijke kwallen hebben witte geslachtsorganen, de vrouwtjes hebben roze geslachtsorganen. De mannelijke kwallen laten hun zaadcellen los en de vrouwtjes vangen deze op. Binnen de vrouwelijke kwal ontstaan uit de bevruchte eitjes organismen die zich aan de bodem van de zee vastzetten en poliepjes vormen. Deze  poliepjes hebben een bijzondere groei. Ze bouwen zich op tot een stapeltje klaverbladvormige laagjes welke zodra er de juiste temperatuur in de zee is een voor een loslaten . Dit zijn de nieuwe kwalletjes die binnen een half jaar uitgroeien tot een volwassen kwal. 
In zo'n 3 procent van de populaties zijn er meer dan vier van deze oren, tot negen aan toe. Deze kwal is een kosmopoliet en komt voor in de Atlantische Oceaan, de Stille Oceaan en de Noordelijke IJszee, en wordt vaak gezien in de kustwateren en estuaria van de oostkust van Noord-Amerika, Californië, Japan en Europa. Ze zijn vooral te vinden in de kustgebieden, zoals estuaria, fjorden en baaien. De levenscyclus van de oorkwal bestaat uit twee delen, dit zijn het poliepenstadium en het medusastadium. De oorkwal kan zich geslachtelijk (via het medusastadium) en ongeslachtelijk (via het poliepenstadium) voortplanten. 
Kwallen drijven vaak in grote zwermen in zee. Door middel van samentrekkende beweging van het scherm kunnen ze echter ook actief zwemmen. Met behulp van met netelcellen bezette tentakels vangen ze plankton, kleine kreeftachtigen en visjes. 
De oorkwal heeft een zachte, gelatineachtige structuur.
Voor de mens zijn steken van oorkwallen niet pijnlijk omdat de toxinen mild zijn en de kracht waarmee de netelcellen vuren vaak niet sterk genoeg is om door de huid te komen. Natuurlijk is het wanneer men geen verstand van of ervaring met kwallen heeft niet verstandig dit uit te proberen omdat verwarring met andere kwalsoorten die wel schadelijk zijn mogelijk is.

## Ecologische rol
Oorkwallen spelen een belangrijke rol in het mariene ecosysteem. Ze helpen bij het reguleren van de populaties van kleine visjes en plankton en dienen als voedsel voor verschillende roofdieren, waaronder sommige soorten zeeschildpadden en vissen. Bovendien kunnen massale bloei van oorkwallen indicatoren zijn van veranderingen in de gezondheid van het mariene milieu, zoals overbevissing of klimaatverandering.

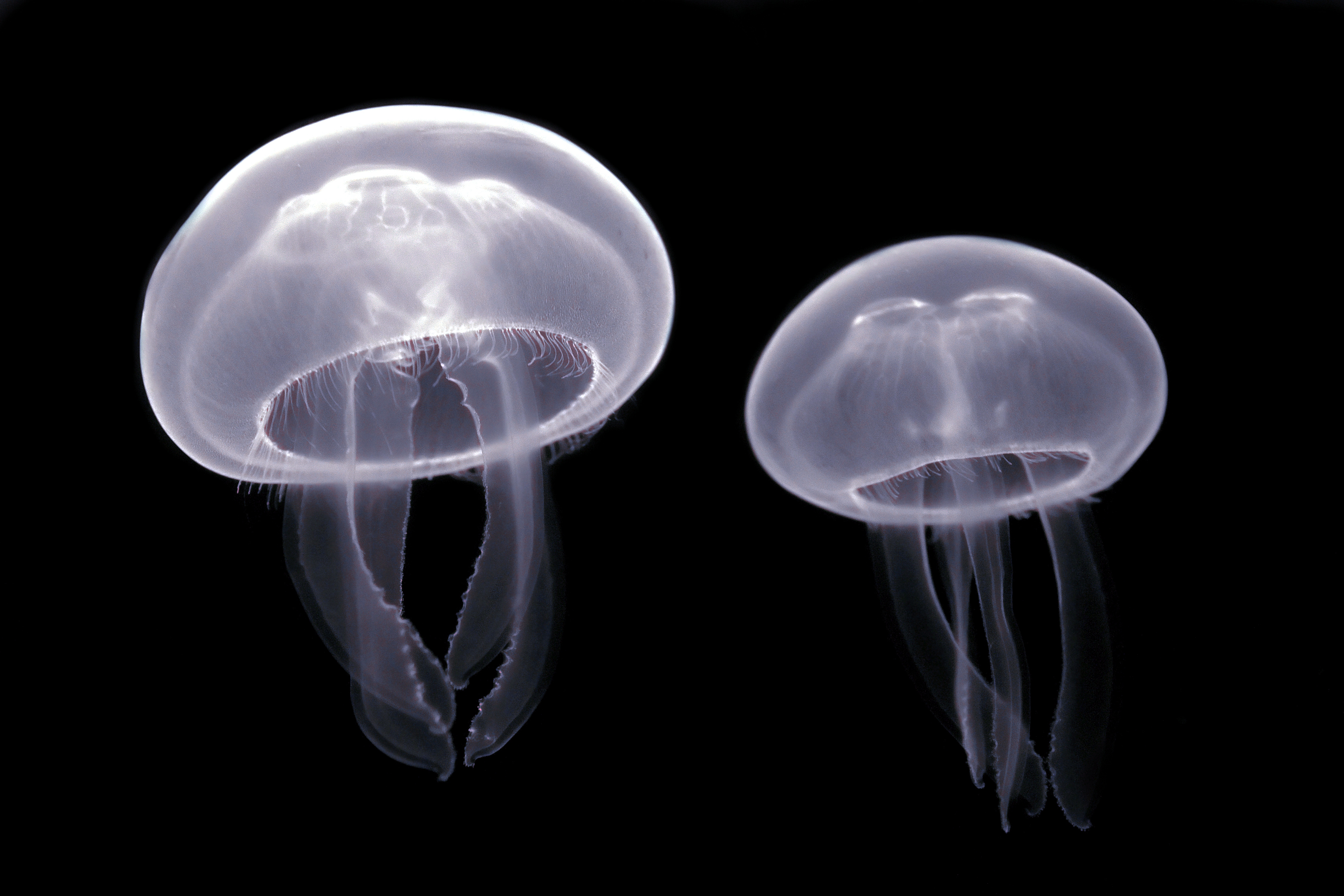
Twee oorkwallen in het Pairi Daiza aquarium in België. Door de verlichting zijn dit niet de werkelijke kleuren van de kwal.
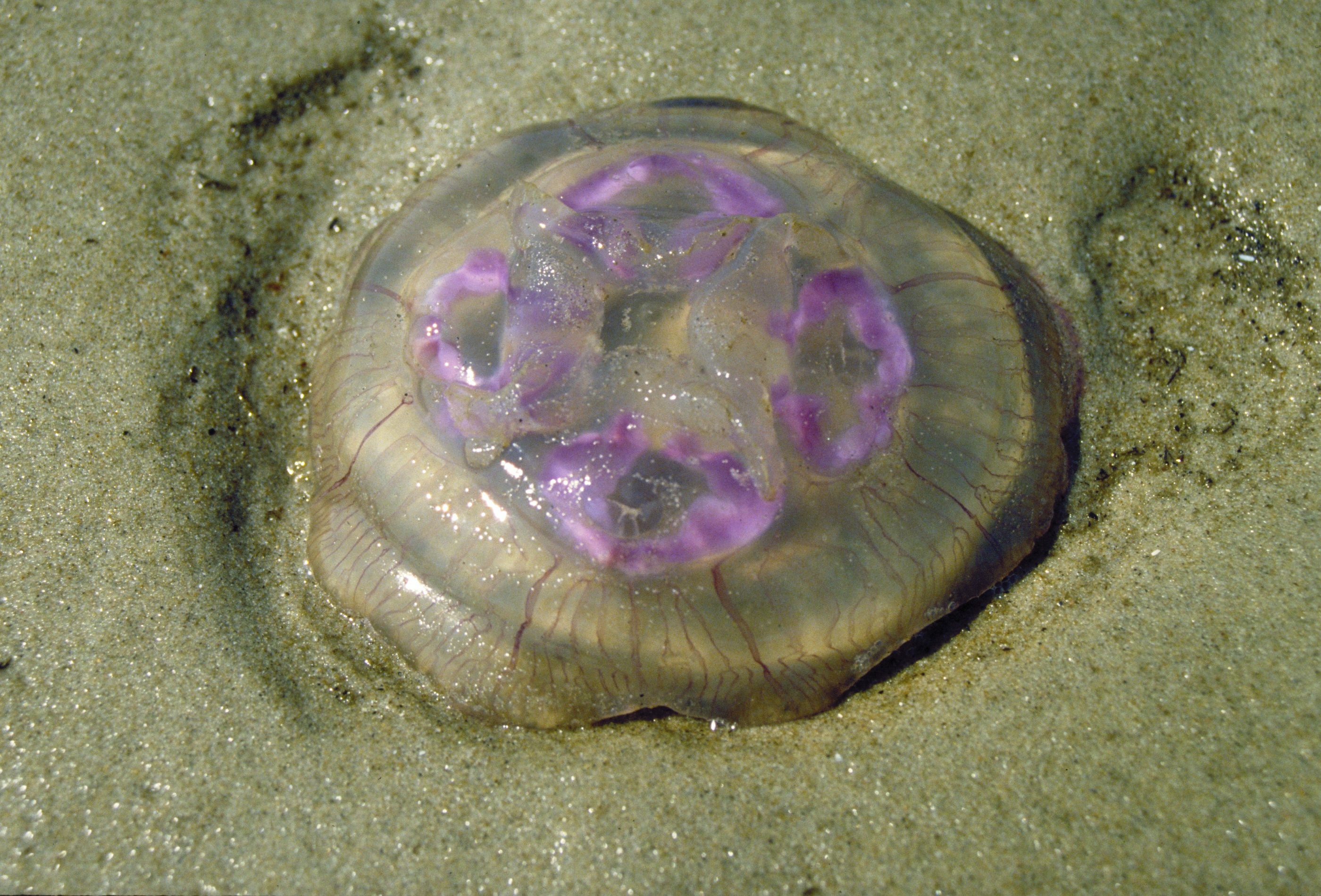
Een oorkwal op het strand.
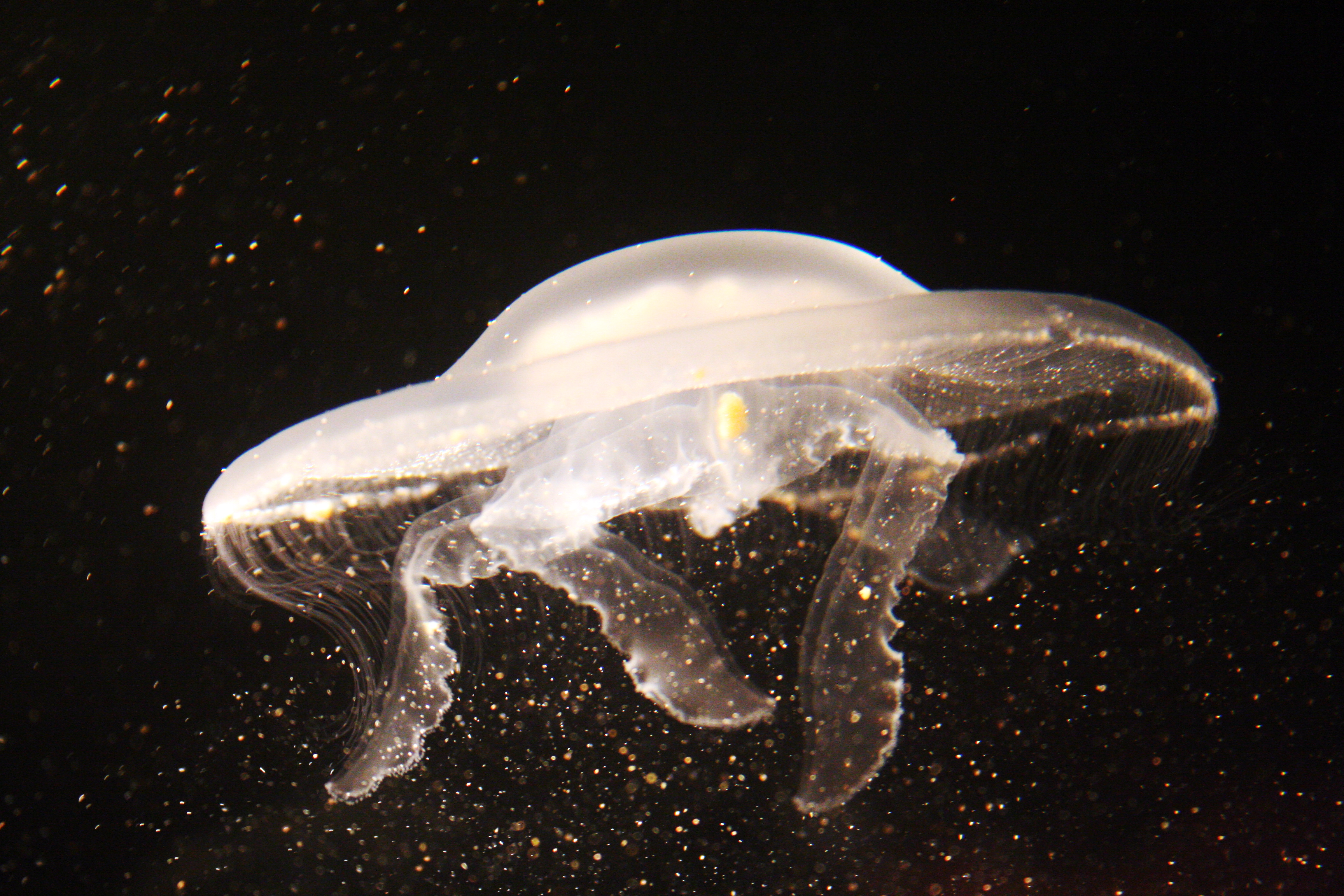